# 케일리 플레밍
케일리 플레밍(Cailey Fleming, 2007년 3월 25일 ~ )은 미국의 배우이다.

## 출연 작품

### 영화
- 스타워즈: 깨어난 포스 (2015) - 어린 레이 역
- 아이 엠 마더 (2018) - 칼리 노스 역
- 이프: 상상의 친구 (2024) - 비 역

### 텔레비전
- 워킹 데드 (2018-) - 주디스 그라임스 역
- 로키 (2021) - 어린 실비 역